# Холодник (село)
Холо́дник — село в Україні, в Сумській області, Роменському районі. Населення становить 98 осіб. Входить до складу Андріяшівської сільської громади. До 2017 орган місцевого самоврядування — Андріївська сільська рада.

## Географія
Село Холодник розташоване на одному із витоків річки Артополот, нижче за течією на відстані 3,5 км — село Андріївка. На відстані 1 км — село Бугаївка. Неподалік від села розташований Холодниківський заказник.

## Історія
Село постраждало внаслідок геноциду українського народу, проведеного урядом СРСР 1923-1933 та 1946-1947 роках.